# Henri van Hoof
Henri René Marie van Hoof (Maastricht, 12 mei 1914 – 1992) was een Nederlandse letterkundige.
Op zeventienjarige leeftijd won Henri van Hoof het wereldkampioenschap voordrachtskunst dat in 1931 in Washington werd gehouden. Met een studiebeurs van de Nederlandse regering verbleef hij een jaar lang in de Verenigde Staten, waar hij onder meer als correspondent werkte voor The Washington Post. Terug in Nederland schreef hij voor de Haagsche Post en de Nieuwe Tilburgsche Courant en stelde hij zijn belevenissen te boek onder de titel Voor tien minuten naar Amerika, uitgegeven in 1932 door uitgeverij Scheltens & Giltay. In 1939 kreeg hij een betrekking als propagandist bij de Nederlandsche Visscherij in IJmuiden, waar hij de leuze "eet de visch, die er is" bedacht.
Tijdens de oorlogsdagen van mei 1940 vocht hij als sergeant van een verbindingsafdeling tegen de Duitsers. Over deze ervaringen schreef hij het populaire boek Z66. In november 1940 werd hij lid van de Nationaal-Socialistische Beweging (NSB). Rond diezelfde tijd begon hij met zijn werkzaamheden voor de Nederlandsche Omroep. Daar kwam hij te werken op de afdeling Luisterspelen en Letteren; in 1942 leidde dit tot een vaste aanstelling als dramaturg. Bij uitgeverij Nenasu publiceerde hij De vreemde storm en onder het pseudoniem Reinier van Weert De zee trekt, dat eerder als feuilleton verschenen was in Werkend Volk, een nationaalsocialistisch tijdschrift. Bij uitgeverij Westland verscheen van hem Duivels met dubbele tongen. In februari 1944 vertrok Van Hoof naar Berlijn om er een opleiding tot Kriegsberichter bij de Waffen-SS te volgen. Hij maakte onder meer reportages van het front in Normandië.
In april 1945 werd hij gearresteerd en veroordeeld tot zeven jaar werkkamp. Die tijd hoefde hij niet uit te dienen. In december 1949 was Van Hoof weer op vrije voeten.
 Portaal: Fascisme en nationaalsocialisme in Nederland · Fascisme · Nationaalsocialisme
- Digitale Bibliotheek voor de Nederlandse Letteren: hoof004
- Gemeinsame Normdatei: 119538199
- International Standard Name Identifier: 0000 0000 7688 961X
- Library of Congress Control Number: n97124178
- Nederlandse Thesaurus van Auteursnamen: 073511374
- Virtual International Authority File: 3283185
- WorldCat: E39PBJbttPVGc9J4wdTqmvrXh3